# Ladgunn svanvit

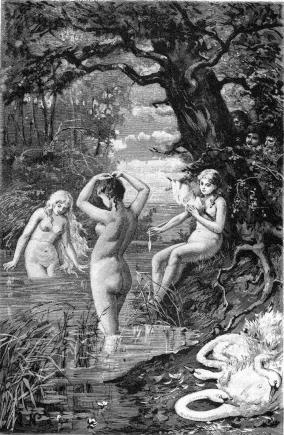
Valkyriorna vid Ulvsjön. Bild av Jenny Nyström, 1893.

Ladgunn svanvit (fvn Hlaðguðr svanhvít, yngre stavning Hlaðgunnr) är en valkyria i nordisk mytologi. Hon är omtalad i Vǫlundarkviða, såväl i prosainledningen som i diktens början. Namnet kommer troligen från verbet hlaða (’väva’) och guðr (’strid, slag’) och namnets innebörd bör då vara ”stridens väverska”. Man kan här jämföra med kvädet Darraðarljóð, där tolv valkyrior sägs på en blodig vävstol väva utgången av slaget vid Clontarf.
Ladgunn svanvit uppges i Vǫlundarkviða vara dotter till kung Lödver (Hlǫðvér) och ha en syster vid namn Hervör allvitter (Hervǫr alvitr). Dessa båda var svanjungfrur och brukade tillsammans med en tredje valkyria, Ölrun Kjarsdotter (Ǫlrún Kjársdóttir) från Valland, flyga omkring iförda svanhamn. En dag hade de tre slagit sig ner på stranden av Ulvsjön (Úlfsjár) för att spinna lin. Bredvid sig hade de lagt sina svanhamnar. De överraskades då av bröderna Slagfinn (Slagfiðr), Egil och Völund, som förde dem till sin stuga i Ulvdalarna. Egil tog Ölrun, Slagfinn tog Ladgunn och Völund tog Hervör. I sju år bodde de samman, men sedan tycks kvinnorna ha återfunnit sina hamnar. ”Då flög de bort att vittja valplatser och kom aldrig tillbaka.”
Underförstått i dikten är, att svanjungfrurna äktade de tre bröderna därför att dessa hade gömt undan deras svanhamnar och därigenom fått makt över dem. Men sedan flera år hade förflutit lyckades de tre kvinnorna återfinna sina hamnar, och när bröderna – som då var ute på jakt – kom hem var svanjungfrurna borta. Berättelsen tillhör en internationell sagotyp med indexnumren AT 313, 400 och 465 A och slutet på berättelsen brukar skildra den kvarlämnade makens sökande efter sin bortflugna ”svan”. Så sker också här. ”Östvart lopp Egil efter Ölrun, mot syd for Slagfinn efter Svanvit” – men Völund blev kvar i sin smedja. (Där smidde han en egen fjäderdräkt som skulle ge honom flygförmåga.)
De flesta valkyrior är beridna och har hästar som enligt Helgekvädena kan spränga fram över hav och land och genom luften. Valkyrior i svanhamn är mera ovanligt – dock sägs även valkyrian Kåra Halvdansdotter (Kára Halfdanardóttir) ha ägt en sådan utstyrsel. Gudinnan Freja, som i Sǫrla þáttr uppträder som valkyria, ägde också en fågelskrud, men här rörde det sig, enligt Snorre Sturlasson, om en falkhamn.
Viktor Rydberg gissade, av oklar anledning, att Ladgunn svanvit skulle ha varit identisk med Ivar vidfamnes dotter Auda, som omtalas i Sögubrot af nokkrum fornkonungum í dana ok svíaveldi. Hennes syster den allvittra Hervör antog han vara identisk med Idun, medan Ölrun skulle vara ett binamn till Siv.